# Pyrethropsis
Pyrethropsis là một chi thực vật có hoa trong họ Cúc (Asteraceae).

## Loài
Chi Pyrethropsis gồm các loài: